# Tanycoryphus cilicornis
Tanycoryphus cilicornis is een vliesvleugelig insect uit de familie bronswespen (Chalcididae). De wetenschappelijke naam is voor het eerst geldig gepubliceerd in 1911 door Cameron.